# Ermida das Almas (Santa Cruz da Graciosa)

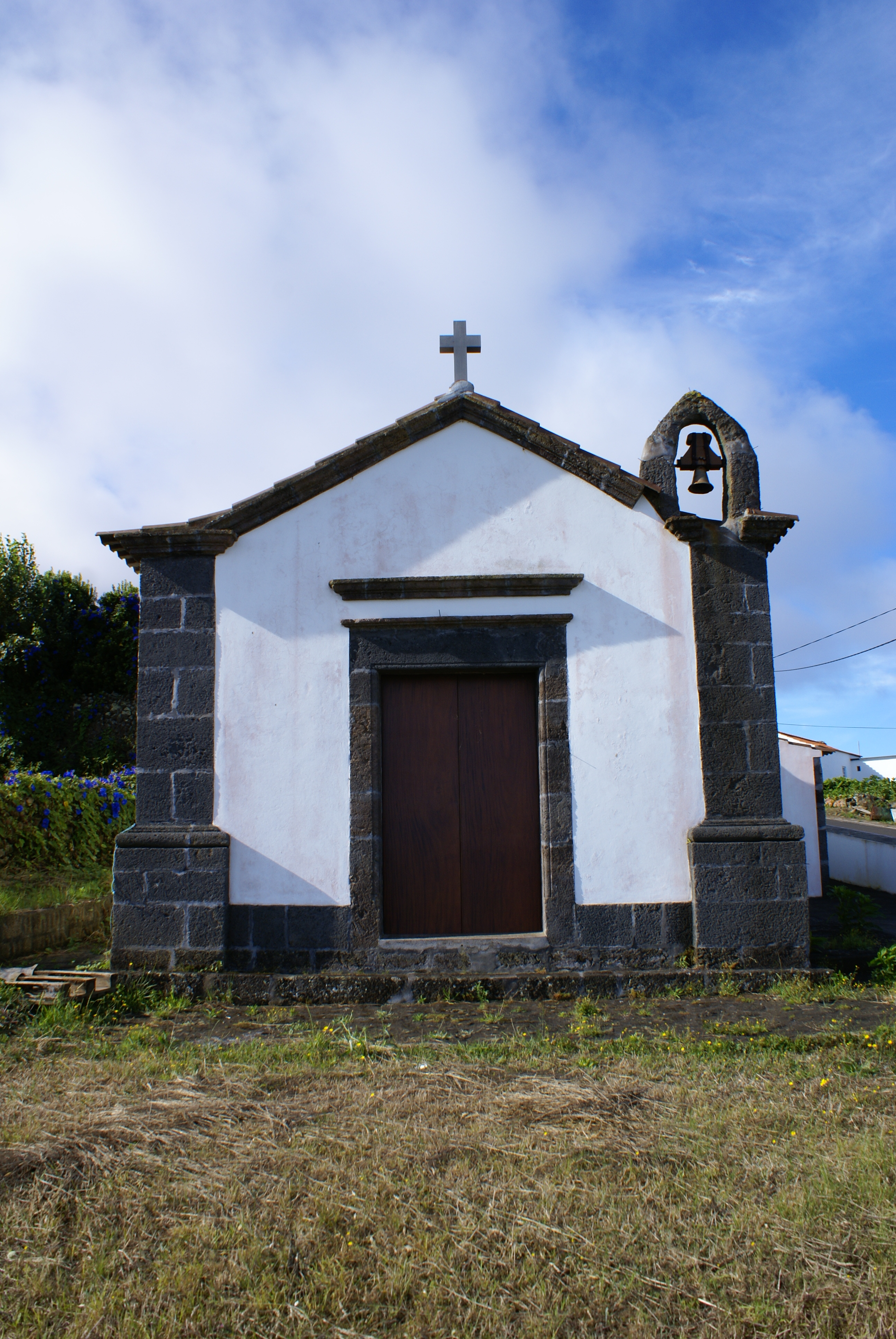
Ermida das Almas, fachada.

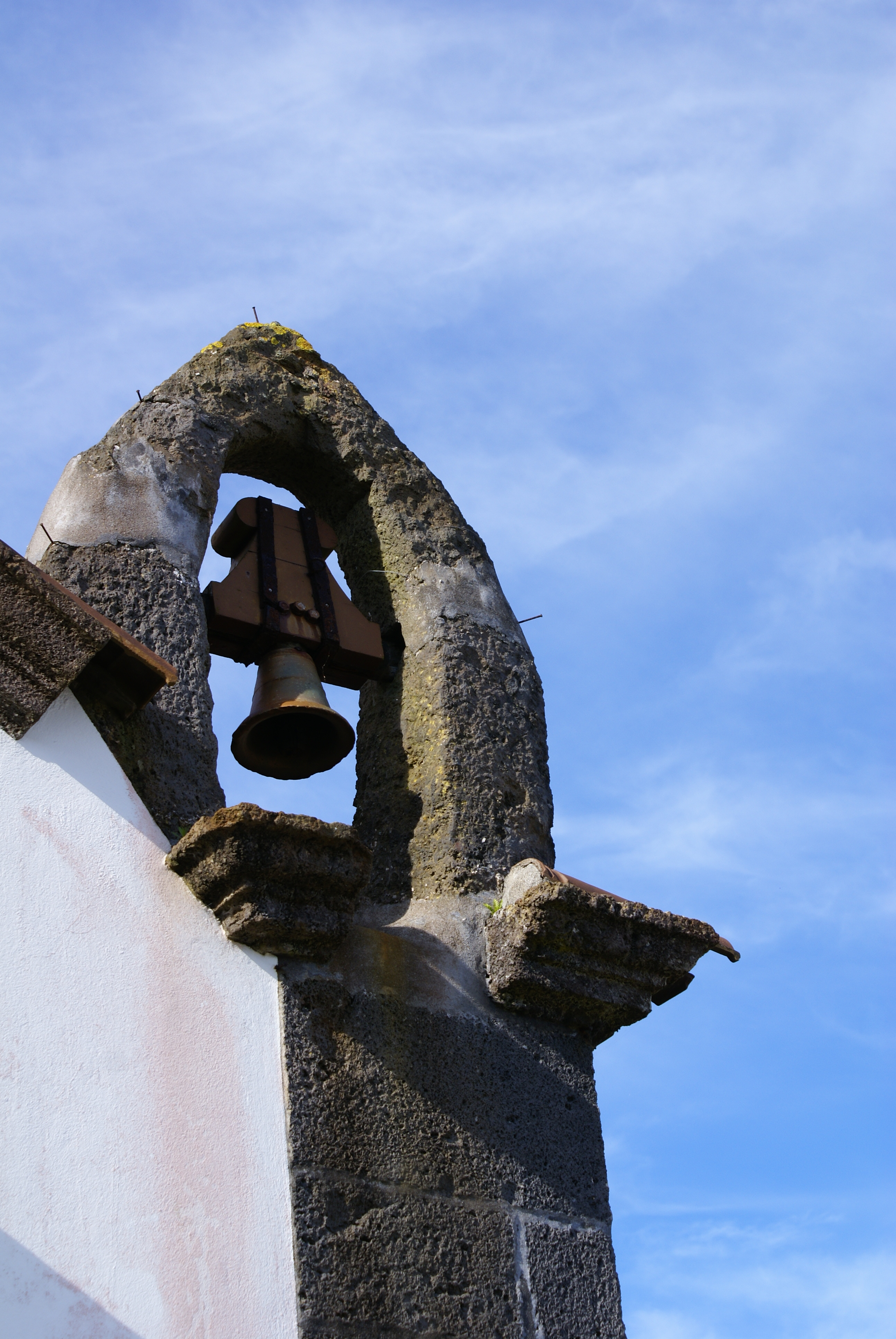
Ermida das Almas, pormenor.

A Ermida das  Almas é uma Ermida portuguesa localizada no concelho de Santa Cruz da Graciosa, na ilha Graciosa, no arquipélago dos Açores.